# Liste von Museen in Bhutan
Liste von Museen in Bhutan. Die Museen zeigen die reichen Traditionen, die Geschichte, Kultur, Bhutanische Kunst und Volksentwicklung. Die Geschichte geht zurück über 1500 Jahre und umfasst vor allem die Entwicklung der Wangchuck-Dynastie. Außerdem gibt es reiche Traditionen an Kräuter- und Traditionellen Medizinen, welche in den Museen erhalten werden. 
Die Museen sind hauptsächlich staatlich verwaltet und organisiert und finden sich in drei Orten: Thimphu, Paro und Tongsa.

## Museen
| Name                                     | Bild | Ort       | Gründung | Verwaltung                            | Sammlungen |
| ---------------------------------------- | ---- | --------- | -------- | ------------------------------------- | --- |
| Bhutan Textile Museum                    |      | Thimphu ⊙ | 2001     | Ministry of Home and Cultural Affairs | Zur Sammlung gehören die Kronen, Namzas (Kostüme) und andere Accessoires der Angehörigen der Wangchuck-Dynastie. |
| Folk Heritage Museum Kawajangsa          |      | Thimphu ⊙ | 2001     | Ministry of Home and Cultural Affairs | Das Museum zeigt die Lebensbedingungen der ländlichen Bevölkerung von Bhutan und organisiert Demonstrationen der ländlichen Traditionen, Fertigkeiten und Gebräuche. |
| Nationalmuseum von Bhutan                |      | Paro ⊙    | 1968     | Ministry of Home and Cultural Affairs | Das Museum zeigt vor allem Kulturgüter, darunter bhutanesische Kunst. Insgesamt werden mehr als 3000 Gegenstände ausgestellt, die bis zu 1500 Jahre zurück reichen. Es gibt auch eine naturgeschichtliche Abteilung. |
| Institute of Traditional Medicine Museum |      | Thimphu ⊙ | 1968     | -                                     | Das Institut sammelt, forscht und vervielfältigt traditionelle pflanzliche und nicht-pflanzliche Formen der Medizin aus verschiedenen Regionen des Bhutanischen Himalaya, unter anderem aus Lingzhi, Laya und Lunana Gewog. Das Museum zeigt Bestandteile wie Pflanzen, Mineralien und Körperteile von Tieren. |
| Ta Dzong Museum                          |      | Tongsa ⊙  | 2008     | Ministry of Home and Cultural Affairs | Das Museum zeigt die Geschichte der letzten 100 Jahre in Bhutan und die Geschichte der Monarchie. Ta Dzong war ursprünglich ein Wachtturm. Das Museum hat elf Galerien. Neben einer Ausstellung zur Wangchuk-Dynastie gibt es Informationen zum Trongsa Chhoetse Dzong. Ausgestellt sind Namza (Kostüm) und Raven Crown des ersten Druk Gyalpo Ugyen Wangchuck. Die 500 Jahre alte Robe von Yongzin Ngagi Wangchuk, dem Gründer des Trongsa Dzong (1543), ist das Glanzstück der Ausstellung. |